# Babel (album Mumford & Sons)
Babel – drugi album studyjny brytyjskiego zespołu Mumford & Sons, wydany przez producenta Markusa Dravsa. 21 września 2012 roku miała miejsce premiera krążka w Irlandii, Niemczech, Belgii, Holandii, Luksemburgu, Norwegii, Australii i Nowej Zelandii. 24 września 2012 roku płytę wydano w Wielkiej Brytanii, Skandynawii, Hiszpanii, Włoszech, Europie Wschodniej oraz Ameryce Południowej, zaś 25 września 2012 roku w Stanach Zjednoczonych i Kanadzie.
Album zadebiutował na pierwszym miejscu zestawień UK Albums Chart oraz Billboard 200. W Wielkiej Brytanii w pierwszym tygodniu sprzedano 159 tysięcy kopii krążka, co dało mu tam tytuł najszybciej sprzedającego się albumu 2012 r. W Stanach Zjednoczonych natomiast w ciągu pierwszego tygodnia od premiery sprzedano około 600 tysięcy kopii płyty.

## Lista utworów
| Wydanie standardowe – 2012 | Wydanie standardowe – 2012                                | Wydanie standardowe – 2012 |
| Nr                         | Tytuł utworu                                              | Długość                    |
| -------------------------- | --------------------------------------------------------- | -------------------------- |
| 1.                         | „Babel” (Marshall, Del Naja, Davidge, Topley-Bird)        | 3:28                       |
| 2.                         | „Whispers in the Dark” (Mumford, Dwane, Lovett, Marshall) | 3:15                       |
| 3.                         | „I Will Wait” (Mumford, Dwane, Lovett, Marshall)          | 4:36                       |
| 4.                         | „Holland Road” (Mumford, Dwane, Lovett, Marshall)         | 4:13                       |
| 5.                         | „Ghosts That We Knew” (Mumford, Dwane, Lovett, Marshall)  | 5:39                       |
| 6.                         | „Lover of the Light” (Mumford, Dwane, Lovett, Marshall)   | 5:14                       |
| 7.                         | „Lovers' Eyes” (Mumford, Dwane, Lovett, Marshall)         | 5:21                       |
| 8.                         | „Reminder” (Mumford, Dwane, Lovett, Marshall)             | 2:04                       |
| 9.                         | „Hopeless Wanderer” (Mumford, Dwane, Lovett, Marshall)    | 5:07                       |
| 10.                        | „Broken Crown” (Mumford, Dwane, Lovett, Marshall)         | 4:16                       |
| 11.                        | „Below My Feet” (Mumford, Dwane, Lovett, Marshall)        | 4:52                       |
| 12.                        | „Not with Haste” (Mumford, Dwane, Lovett, Marshall)       | 4:09                       |
|                            |                                                           | 52:14                      |

| Wersja Deluxe | Wersja Deluxe                                                             | Wersja Deluxe |
| Nr            | Tytuł utworu                                                              | Długość       |
| ------------- | ------------------------------------------------------------------------- | ------------- |
| 1.            | „Babel”                                                                   | 3:28          |
| 2.            | „Whispers in the Dark”                                                    | 3:15          |
| 3.            | „I Will Wait”                                                             | 4:36          |
| 4.            | „Holland Road”                                                            | 4:13          |
| 5.            | „Ghosts That We Knew”                                                     | 5:39          |
| 6.            | „Lover of the Light”                                                      | 5:14          |
| 7.            | „Lovers' Eyes”                                                            | 5:21          |
| 8.            | „Reminder”                                                                | 2:04          |
| 9.            | „Hopeless Wanderer”                                                       | 5:07          |
| 10.           | „Broken Crown”                                                            | 4:16          |
| 11.           | „Below My Feet”                                                           | 4:52          |
| 12.           | „Not with Haste”                                                          | 4:09          |
| 13.           | „For Those Below” (Mumford, Dwane, Lovett, Marshall)                      | 3:35          |
| 14.           | „The Boxer” (Simon)                                                       | 4:05          |
| 15.           | „Where Are You Now” (Mumford, Dwane, Lovett, Marshall, Weiland, Sikorski) | 3:39          |
|               |                                                                           | 1:03:33       |

## Twórcy
Członkowie zespołu
- Marcus Mumford – gitara elektryczna, gitara akustyczna, perkusja, mandolina, główny wokal[41]
- Ted Dwane – gitara basowa, gitara akustyczna, perkusja, wokal[42]
- Ben Lovett – fortepian, perkusja, akordeon, wokal[43]
- Winston Marshall – banjo, gitara basowa[44]

Pozostali twórcy
| - Chris Allan – wiolonczela - Robin Baynton – inżynieria - Nell Catchpole – projekt, skrzypce, altówka - Ruadhri Cushnan – miksowanie - Markus Dravs – produkcja - Nick Etwell – projekt, trąbka, skrzydłówka - Greg Freeman – inżynieria - James Marcus Haney – zdjęcia | - Ross Holmes – projekt, skrzypce - Matt Lawrence – inżynieria - Bob Ludwig – nadzór - Ross Stirling – kierownictwo artystyczne - Laura Taylor – kierownictwo - Adam Tudhope – kierownictwo - Dave Williamson – projekt, puzon |

## Notowania i certyfikaty
| Lista                                            | Najwyższa pozycja |
| ------------------------------------------------ | ----------------- |
| Australia (ARIA Charts)                          | 2                 |
| Austria (Ö3 Austria)                             | 2                 |
| Belgia (Ultratop Flandria)                       | 1                 |
| Belgia (Ultratop Walonia)                        | 11                |
| Dania (Tracklisten)                              | 4                 |
| Finlandia (Suomen virallinen lista)              | 19                |
| Francja (SNEP)                                   | 67                |
| Hiszpania (PROMUSICAE)                           | 12                |
| Holandia (MegaCharts)                            | 1                 |
| Japonia (Oricon)                                 | 97                |
| Kanada (Billboard Canadian Albums)               | 1                 |
| Niemcy (Media Control Charts)                    | 2                 |
| Norwegia (VG-Lista)                              | 1                 |
| Nowa Zelandia (RIANZ)                            | 1                 |
| Portugalia (AFP)                                 | 8                 |
| Stany Zjednoczone (Billboard 200)                | 1                 |
| Stany Zjednoczone (Billboard Alternative Albums) | 1                 |
| Stany Zjednoczone (Billboard Digital Albums)     | 1                 |
| Stany Zjednoczone (Billboard Top Rock Albums)    | 1                 |
| Stany Zjednoczone (Billboard Tastemaker Albums)  | 1                 |
| Stany Zjednoczone (Billboard Top Album Sales)    | 1                 |
| Szwajcaria (Schweizer Hitparade)                 | 2                 |
| Szwecja (Sverigetopplistan)                      | 4                 |
| Wielka Brytania (UK Albums Chart)                | 1                 |
| Włochy (FIMI)                                    | 5                 |

| Państwo                  | Status              |
| ------------------------ | ------------------- |
| Australia (ARIA)         | 3 x platynowa płyta |
| Austria (IFPI)           | platynowa płyta     |
| Belgia (BEA)             | złota płyta         |
| Kanada (Music Canada)    | 5 x platynowa płyta |
| Niemcy (BVMI)            | platynowa płyta     |
| Stany Zjednoczone (RIAA) | 2 x platynowa płyta |
| Wielka Brytania (BPI)    | 3 x platynowa płyta |

## Single
- I Will Wait - 7 sierpnia 2012[71]
- Lover of the Light - 5 listopada 2012[72]
- Whispres in the Dark - 18 marca 2013[73]
- Babel - 1 lipca 2013[74]